# Teoria pierścieni
Teoria pierścieni – dział algebry zajmujący się badaniem pierścieni. Znajduje on szerokie zastosowanie w innych obszarach matematyki, między innymi w teorii liczb i geometrii algebraicznej.